# Plutonio (santuario)

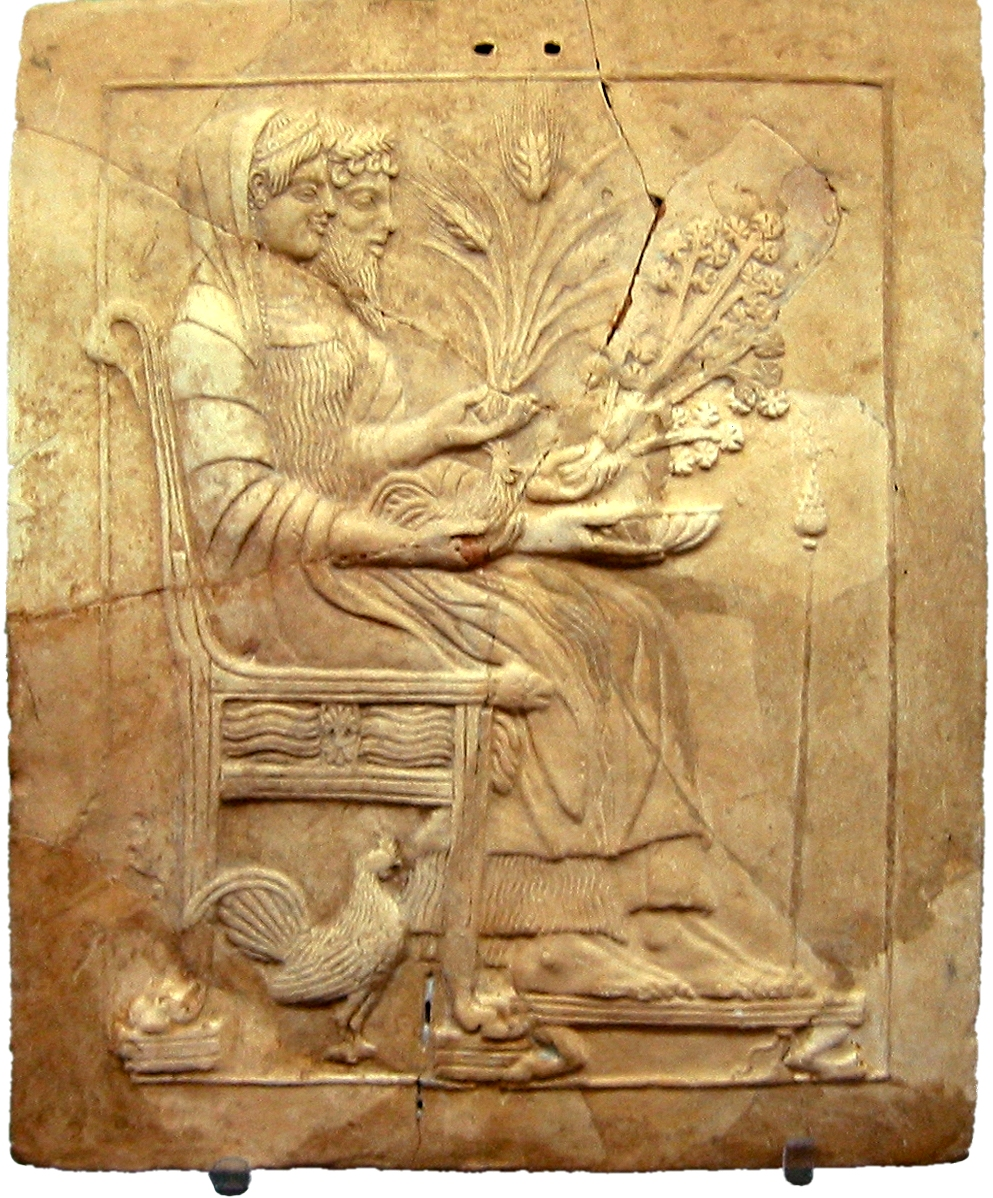
Perséfone y Plutón en un pinax de Locri, Museo Nacional de la Magna Grecia.

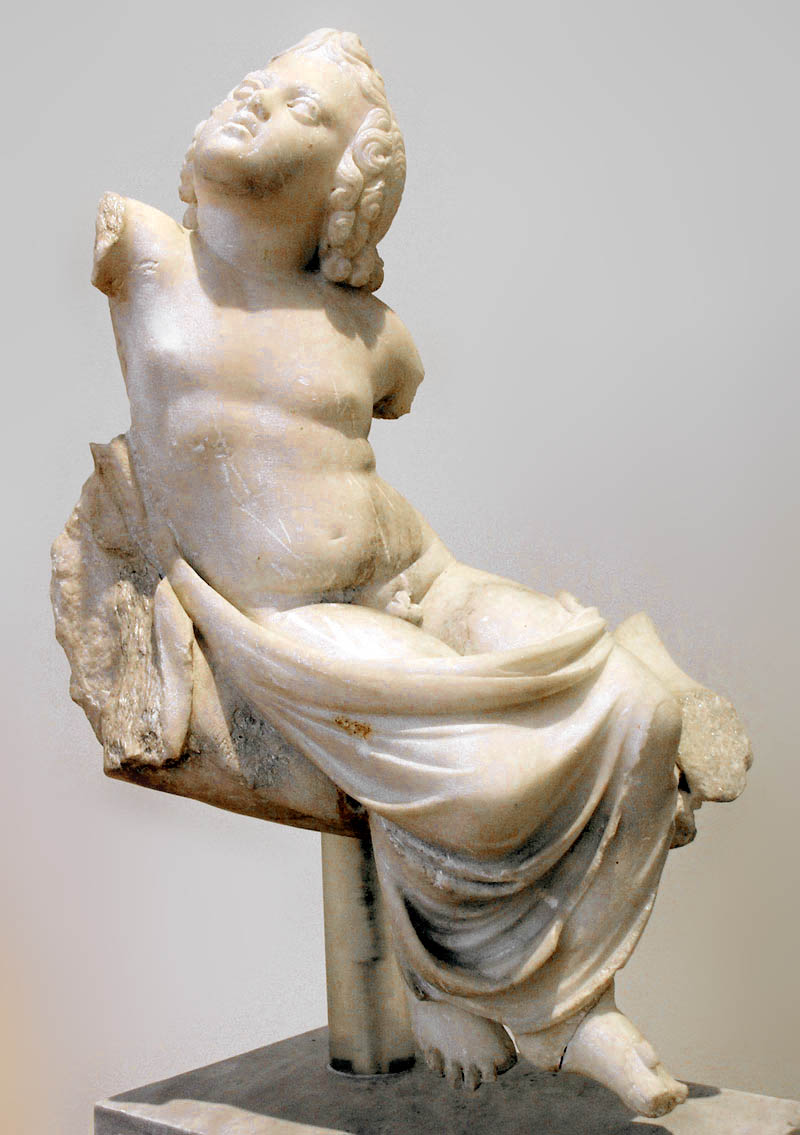
El niño divino Pluto,.

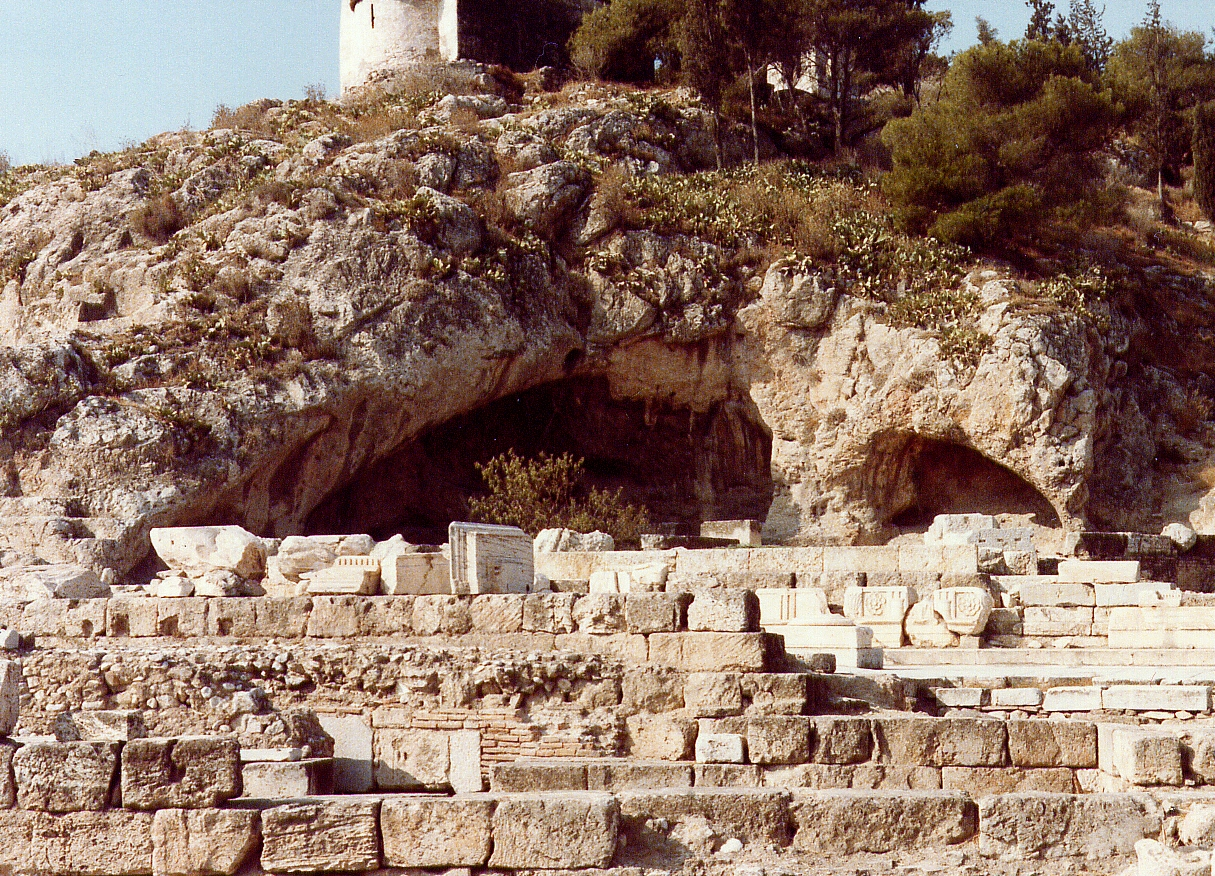
Plutonio de Eleusis

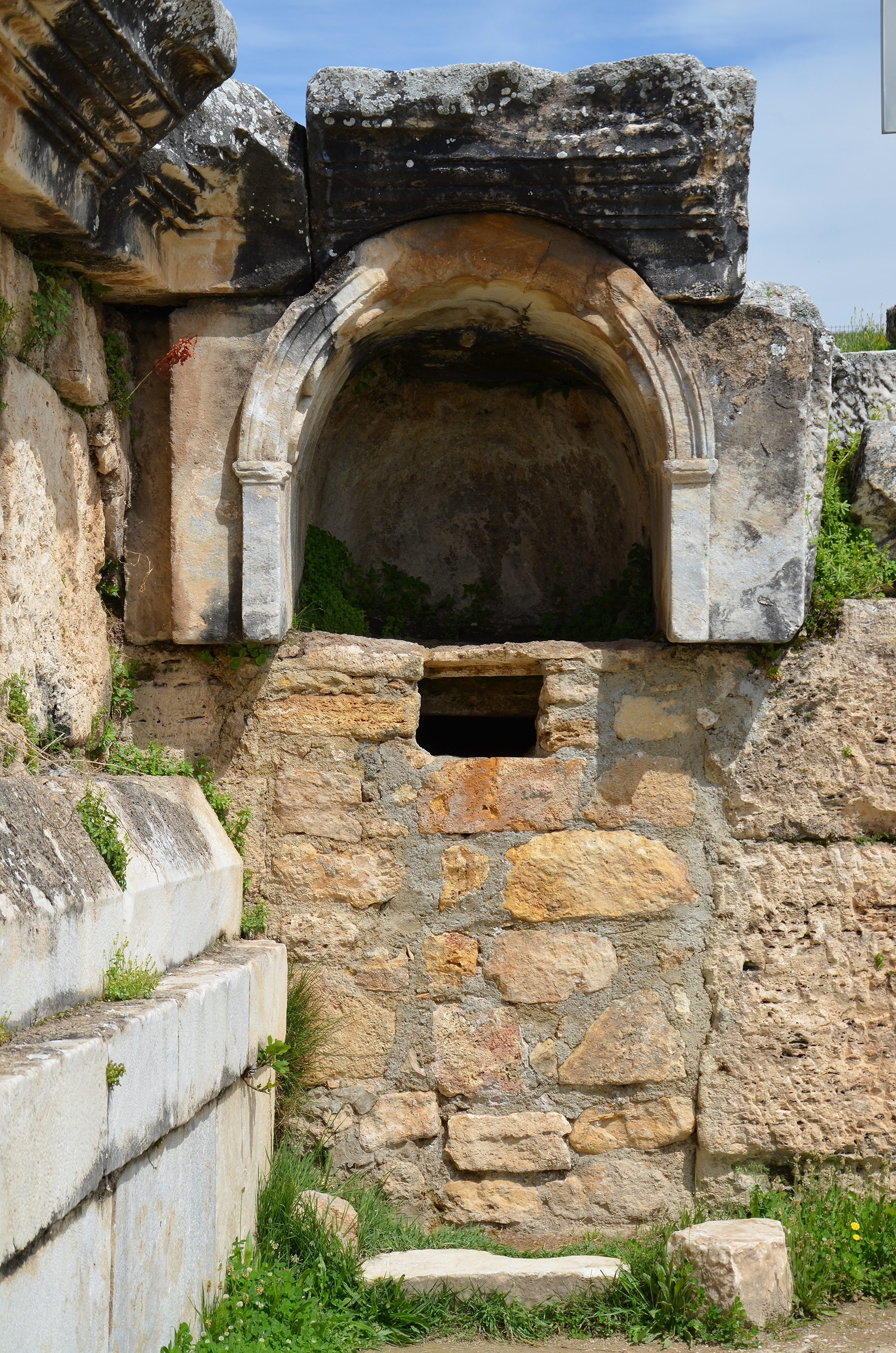
Plutonio de Hierápolis llamado Puerta de Plutón

Un plutonio o plutonion (del griego antiguo, Πλουτώνιον, ploutonion, literalmente "Lugar de Plutón") o del latín plutonium) es un santuario especialmente dedicado al dios griego y romano Plutón (en griego antiguo, Πλούτων, Ploutōn y en latín, Pluto) y más conocido por su nombre más antiguo, Hades. 
Solo algunos de estos santuarios son conocidos por fuentes clásicas, generalmente en lugares que producen emisiones venenosas y que son considerados que representan una entrada al inframundo.

## Eleusis
En Eleusis, Plutonio estaba cerca de la entrada norte al recinto sagrado (temenos). Fue construido por Pisístrato en el siglo VI a. C. y reconstruido dos siglos más tarde, cuando los misterios de Eleusis estaban en su apogeo. La cueva se consideraba tradicionalmente como el lugar del nacimiento de niño divino Pluto.

## Nisa (Acaraca)
El geógrafo griego Estrabón menciona tres sitios donde había plutonios. Uno estaba en una colina entre Trales y Nisa, en una aldea llamada Acaraca. Su recinto abarcaba un bosque sagrado, un templo dedicado a Plutón y Perséfone, y una cueva contigua llamada Caronteon o Caronia en el Asia Menor, que proviene de Caronte, el barquero de los muertos. Según Estrabón, 'poseía algunas propiedades físicas singulares' y sirvió como santuario para la curación y como oráculo de los sueños (incubación).

## Hierápolis
La Puerta de Plutón, la entrada al inframundo, el plutonio de la Hierápolis frigia del Asia Menor (actual Pamukkale), estaba conectada con el culto local de Cibeles. Se decía que inhalar sus vapores era letal para todos los seres vivos, excepto para los galos (galli), los sacerdotes eunucos de esta diosa. Durante la era imperial romana, el culto a Apolo absorbió los lugares religiosos existentes allí, incluido el plutonio. Las excavaciones arqueológicas de la década de 1960 mostraron que el plutonio estaba ubicado dentro del recinto sagrado de Apolo: 'consistía en una abertura natural en una pared de travertino que conducía a una gruta en la que brotaba agua caliente que liberaba una exhalación nociva'. Este lugar también se asociaba con un oráculo de los sueños. El neoplatonista Damascio soñó que era Atis acompañando a la Gran Madre.

## Averno
Estrabón registra además que el lago Averno en Italia había sido asumido como un plutonio porque los gases que producía eran tan nocivos que postraban a los pájaros que volaban sobre él. Según otras fuentes más antiguas, se decía que era el oráculo de los muertos (nekumanteion) buscado por Odiseo en el Libro 11 de la Odisea. Aun así, Estrabón no llegó a considerar el Averno como plutonio.